# Mimoides ilus
Mimoides ilus es una especie de mariposa de la familia Papilionidae que fue descrita originalmente con el nombre de Papilio ilus, por J.C. Fabricius, en 1793, a partir de ejemplares de procedencia desconocida. Presenta la subespecie Mimoides ilus occiduus.

## Distribución
Mimoides ilus tiene una distribución restringida a la región Neotropical y ha sido reportada en México, Costa Rica, Honduras, Panamá, Venezuela, Guatemala y Nicaragua.

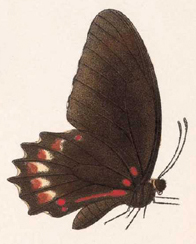
M. i. branchus

## Plantas hospederas
Las larvas de M. ilus se alimentan de plantas de la familia Annonaceae. Entre las plantas hospederas reportadas se encuentran Annona holosericea, Annona pruinosa, Rollinia pittieri, Annona purpurea y Annona reticulata. 